# Г0й
Г0й (порт. G0y, gØy, g-zero-y — вимовляється як «гой»; другим символом є цифра нуль, а не літера o) — субкультура, що з'явилася у 2000-х роках у США і з того часу поширилася в Бразилії. Г0й ідентифікують себе як чоловіків, яких приваблюють чоловіки, але не як гомосексуалів чи бісексуалів. У таких стосунках чоловіки вважають допустимими обійми, поцілунки в губи, пестощі, ласки, французькі поцілунки, взаємну мастурбацію та феляцію. Вони не беруть участі в анальному сексі, вважаючи його гейським, а ще дуже жорстоким та ризиковим.
Рух Г0й натхненний практиками з Стародавньої Греції. Прихильники руху не борються за приєднання до так званих ЛГБТ-спільнот. Відповідно до цієї ж філософії, Г0ї не люблять, щоб їх порівнювали з представниками ЛГБТ, оскільки вони не практикують проникнення з іншими чоловіками.

## Див. також

Прапор бразильських Г0їв.

Прапор аменриканських Г0їв.